# Tenn
Tenn är ett silvervitt metalliskt grundämne med kemiskt tecken Sn (latin: stannum). Den här smidiga silvervita metallen oxiderar inte med syre vilket gör att den används för att skydda andra metaller mot korrosion med en tennbeläggning. Tenn är en av de metaller som är kända av människan sedan antiken, då det mjuka tennet hade stor betydelse ihop med den även mjuka kopparn, då de tillsammans bildar den hårda legeringen brons. Tenn utvinns framförallt ur mineralet tennsten (kassiterit).

## Betydande egenskaper
Tenn är en formbar, smidig, kristallin metall. Den är beständig i syre och salt, sött och destillerat vatten (den skyddas av en oxidfilm), men kan angripas av baser, syror och surt salt. Då smält tenn stelnar, uppstår så kallad β-tenn, som är stabilt ner till 13 °C. Då tennföremål förvaras i låga temperaturer, kommer grå förhöjda partier att uppstå på ytan. Man säger att föremålet drabbats av tennpest. Detta kan förhindras genom att man legerar tennet med antimon eller vismut.
Den kristallina strukturen i gjutna tennföremål gör att tennskrik uppstår vid böjning av ett tennföremål. Tennskrik är hörbart med blotta örat och kommer sig av att materialet undergår så kallad mekanisk tvillingbildning (det vill säga att metallgittret skjuvas om med ljudets hastighet i materialet). Ljudvågen från tvillingbildningen går med ljudets hastighet och mikroskopiska ljudbangar kan höras. Se även akustisk emission.

## Historik
Tenn är en av de få metaller, som varit i användning ända sedan förhistorisk tid, och synes i äldsta tider ha erhållits dels från Indien, dels från det inre Asien. Under bronsålder hämtas stor del av det europeiska tennet från England. De brittiska öarna kallades av fenicierna för tennöarna.
Genom gravfynd i Egypten vet man att tennet varit i allmänt bruk redan 4000-3000 f.Kr. Det har anträffats i schweiziska pålbyggnader och var bekant i Kina och Indien åtminstone 1800 f.Kr. I 4 Mos. 31:22 uppräknas tenn tillsammans med metallerna guld, silver, koppar, järn och bly.

Den historiska symbolen för tenn

Tenn har använts av människan under lång tid, framförallt i legering med koppar, vilket kallas brons. De forntida högstående kulturerna i Egypten, Mesopotamien, Kina och Grekland byggde i stora delar sin kultur kring bronset, det användes till vapen, smycken och byggnadsdetaljer. I antika världen vid den tiden, från 3500 f.Kr. sammansmältes inte de rena metallerna till en legering utan det var snarare så att man genom smältning av tennhaltig kopparmalm fick fram brons. Det var inte förrän cirka 600 f.Kr. som man började använda rent tenn. I England däremot, började man redan under äldre bronsålder, cirka 1800 f.Kr. utvinna tenn för att använda vid bronstillverkning. Man använde den dock inte utifrån vad som är känt till några föremål i rent tenn. 
Den romerske författaren Plinius benämnde tennet plumbum album (”vitt bly”; bly kallade han för plumbum nigrum = ”svart bly”). Romarna hade också benämningar som plumbum candidum (”glänsande bly”), stannum och stangnum. Den svenske kemisten Jöns Jacob Berzelius använde det latinska stannum när han 1812 gav metallen dess kemiska beteckning Sn. Ordet tenn har ett germanskt ursprung, troligen från ord som ”stång” eller ”ten”, och på tyska heter det zinn, engelska tin och på franska användes ordet tain för metallen redan på 1200-talet, detta blev vår tids étain.

## Framställning
Tenn finns huvudsakligen i mineralet kassiterit, SnO2 och kommer numera från fyndigheter i Kina, Peru, Brasilien, Malaysia, Bolivia, Indonesien, Australien, Kongo-Kinshasa, Thailand och Nigeria. Världsproduktionen är cirka 200 000 ton rent tenn per år. Ur tennmalmen erhålles metallen genom reducerande smältning med kol i speciella reverberugnar.
| De 20 största tennproducenterna i världen (2003) Källa: Handelsblatt Världen i siffror (på tyska, 2005) | De 20 största tennproducenterna i världen (2003) Källa: Handelsblatt Världen i siffror (på tyska, 2005) | De 20 största tennproducenterna i världen (2003) Källa: Handelsblatt Världen i siffror (på tyska, 2005) |
| Pos | Land | Mängd (i ton)                                                                                           |
| --- | --- | --- |
| 1 | Kina | 55 600                                                                                                  |
| 2 | Peru | 40 202                                                                                                  |
| 3 | Bolivia                                                                                                 | 16 754                                                                                                  |
| 4 | Brasilien                                                                                               | 13 800                                                                                                  |
| 5 | Indonesien                                                                                              | 10 656                                                                                                  |
| 6 | Ryssland                                                                                                | 7 200                                                                                                   |
| 7 | Vietnam                                                                                                 | 4 600                                                                                                   |
| 8 | Malaysia                                                                                                | 3 359                                                                                                   |
| 9 | Australien                                                                                              | 1 465                                                                                                   |
| 10 | Nigeria                                                                                                 | 1 300                                                                                                   |
| 11 | Thailand                                                                                                | 980 |
| 12 | Kongo-Kinshasa                                                                                          | 900 |
| 13 | Rwanda                                                                                                  | 427 |
| 14 | Laos | 360 |
| 15 | Portugal                                                                                                | 218 |
| 16 | Myanmar                                                                                                 | 190 |
| 17 | Indien                                                                                                  | 54 |
| 18 | Mexiko                                                                                                  | 21 |
| 19 | Niger                                                                                                   | 17 |
| 20 | Spanien                                                                                                 | 4 |

## Användning
Man upptäckte tidigt att tenn kan användas som korrosionsskydd genom att lägga ett tennöverdrag på ytor av järn och stål. Förtennade plåtbehållare används till exempel i form av konservburkar och läskedrycksburkar. Den irländska flöjttypen tin whistle fick sitt namn för att den började massproduceras av bleckplåt. 
Också kopparföremål som använts som behållare för livsmedel har förtennats, inte för att hindra korrosion utan för att hindra att giftiga kopparföreningar kommer ut i maten.
- Tenn används alltjämt som komponent i olika legeringar, som till exempel brons, klockmetall, babbittmetall, vitmetall, hårdtenn (från 85% till 99% tenn), fosforbrons och lödtenn (mjuklod).
- Inom elektroniken har tenn en stor betydelse som elektrisk och mekanisk förbindelse mellan komponenterna.
- Stannoklorid är ett salt som används som reducerande medel och som betningsmedel i tryckmetoden kattuntryckning
- Förr (fram till mitten av 1900-talet) användes tenn i form av stanniol (en form av folie) för att förpacka mat (speciellt ost och chokladkakor) och annat. En speciell tillämpning var som formbar tätbricka inuti kapsylen till läskedryckflaskor. Därefter har tennfoliet ersatts av aluminiumfolie och plastfolier av olika slag.
- Tenn används också som trådmaterial, ofta inom legering med silver (som Luleåtråd). Den användes inom den sydsamiska traditionen.[2] Det är också en möjlig komponent inom flugfiske.